# Corre el rumor...
Corre el rumor... (títol original: Rumor Has It...) és una pel·lícula de comèdia de l'any 2005 dirigida per Rob Reiner. El guió de Ted Griffin es deriva d'un rumor de la vida real sobre una família en la novel·la El Graduat de 1963 per Charles Webb. Ha estat doblada al català.
El doblatge va ser produït per Media Arts Studio i dirigit per Maribel Altés. Compta amb les veus d'Alicia Laorden (Sarah Huttinger), Jordi Brau (Beau Burroughs), Maria Lluïsa Solà (Katherine Richelieu) i Daniel Albiac (Jeff Daly), entre d'altres.

## Argument
El 1997, Sarah Huttinger, una obituària i escriptora d'anuncis de casament per al New York Times, viatja a Pasadena per al casament de la seva germana menor Annie, acompanyada pel seu promès Jeff Daly. En una festa prenoces, Sarah descobreix, per la seva àvia Katharine, que la seva mare Jocelyn va fugir a Cabo San Lucas per passar un temps amb el seu company de preparatòria, Beau Burroughs, una setmana abans de casar-se amb el pare de Sarah, Earl. Jeff treu la conclusió que els pares de Sarah van estar casats poc temps abans dels nou mesos després del seu naixement, cosa que fa preguntar-se si Beau pot ser en realitat el seu pare biològic. Sarah també descobreix que la seva àvia potser ha estat la inspiració per a la Senyora Robinson, un infame personatge en la novel·la El Graduat.
Després del casament, decidida a descobrir més sobre Beau i sobre el passat de la seva mare, Sarah decideix volar a San Francisco, on Beau, ara reeixit i molt ric, s'està ocupant d'un seminari. Sarah el coneix i ell admet el romanç clandestí, però assegura que ell no pot ser el pare, ja que va patir un traumatisme testicular contundent mentre jugava a futbol a l'escola secundària i va resultar ser estèril. Els dos surten a beure, i l'endemà al matí Sarah es desperta al llit de Beau a casa de Halg Moon Bay.
Tot i que la culpa l'assolava pel seu comportament, Sarah li permet a Beau ser la seva parella en un ball de caritat, on ella coneix al fill de Beau, Blake. Beau explica que la seva dona volia un fill biològic i va ser artificialment inseminada per quedar embarassada. Apaivagada, Sarah es disculpa i acaben besant-se. Jeff, que ha viatjat a Califòrnia per trobar-la, els veu besar-se i després de discutir amb ella, la deixa.
Desanimada, Sarah torna per visitar la seva àvia, que s'enfureix quan descobreix que Beau s'ha ficat al llit també amb ella. Les dues s'assabenten que Annie ha patit un atac d'ansietat mentre volava cap a la seva lluna de mel i vol parlar amb Sarah. Sarah li detalla a la seva germana la relació de Beau amb les tres generacions de dones de la família. Li assegura a Annie que és molt afortunada de tenir un marit com Scott, i en fer-ho s'adona que està a punt per casar-se amb Jeff.
També es revela que Earl (el pare de Sarah) va ser el que va causar el trauma testicular de Beau per accident. Això posa nerviós a Beau, en retrobar-se amb ell. Earl li confessa a Sarah que sempre va saber el del romanç de Jocelyn i Beau. Tot i que Beau va ser una aventura per a ella, Jocelyn va tornar a Earl perquè ella l'estimava i ell era algú amb qui podia construir una vida digna i estable. A la nit que ella va tornar, Sarah va ser concebuda. Això explicava la data exacta entre el seu aniversari i les noces dels seus pares.
Decidida a tornar amb Jeff, Sarah torna a Nova York i li declara al seu promès els seus veritables sentiments. Es reconcilien amb una condició: si alguna vegada tenen una filla, no li permetran que s'apropi a Beau. La pel·lícula acaba amb el casament de Sarah i Jeff.

## Repartiment i doblatge
| Personatge          | Actor                | Doblatge          |
| ------------------- | -------------------- | ----------------- |
| Sarah Huttinger     | Jennifer Aniston     | Alicia Laorden    |
| Jeff Daly           | Mark Ruffalo         | Daniel Albiac     |
| Beau Burroughs      | Kevin Costner        | Jordi Brau        |
| Katharine Richelieu | Shirley MacLaine     | Maria Lluïsa Solà |
| Earl Huttinger      | Richard Jenkins      | Privat            |
| Annie Huttinger     | Mena Suvari          |                   |
| Roger McManus       | Christopher McDonald | Albert Socias     |
| Blake Burroughs     | Mike Vogel           | Maribel Altés     |
| Scott               | Steve Sandvoss       |                   |
| Nikki               | Jenny Wade           |                   |
| Benjamin Braddock   | Dustin Hoffman       |                   |

## Producció
El guionista Ted Griffin va ser el director original, però els problemes van sorgir una mica després que va començar el rodatge el 21 de juliol de 2004. La producció va tenir diversos dies de retard en la primera setmana, i el 5 d'agost, Griffin va acomiadar a Ed Lachman del projecte. Després, Griffin va ser acomiadat pel productor executiu Steven Soderbergh l'endemà, i la producció va tancar amb la substitució de Rob Reiner per fer el guió, repartiment i canvis en la pel·lícula abans de tornar a filmar el 18 d'agost. Els membres originals de la pel·lícula Charlie Hunnam, Lesley Ann Warren, Tony Bill, i Greta Scacchi van ser reemplaçats per Reiner.

## Banda sonora
Nellie McKay va gravar sis cançons per a la pel·lícula, totes van ser llançades exclusivament a iTunes. La banda sonora també compta amb diversos estàndards, incloent el tema de "A Summer Place" per Max Steiner, "Secret Love" per Sammy Fain i Paul Francis Webster, "Just One Of Those Things" per Cole Porter, "Moonlight Serenade" per Glenn Miller i Mitchell Parish, "In The Mood" per Joe Garland, "I'ma Beginning To See The Light" per Harry James, Duke Ellington, Johnny Hodges, i Don George, i "As Time Goes By" per Herman Hupfeld.

## Crítica
- "Suposo que Rumor Has It... podria ser pitjor, encara que de moment és impossible dir com. Ms. MacLaine i Mr. Costner són professionals experimentats, els van donar línies mediocres, i Jennifer Aniston és tan valenta i atractiva com sempre ... [però els seus] esforços es perden en una pel·lícula que ni tan sols sembla mantenir l'interès en si mateixa ".[4]
- "Rumor Has It... és una gran pel·lícula, però és fàcil de veure i té alguns moments divertits. El càsting d'Aniston és crucial, perquè ella és l'heroïna de la història ".[5]
- "Tan confós en la majoria d'aspectes com el títol, Remor Heu It ... comença amb una premissa intrigant ... però es converteix en un romanç amb una mica de comèdia suau amb espècies ... ".[6]

## Taquilla
La pel·lícula es va estrenar al número deu a la taquilla dels Estats Units, en 2815 pantalles als EUA el dia de Nadal de 2005 i va guanyar 3.473.155 dòlars en el seu primer cap de setmana. Amb el temps, va recaptar 43 milions als EUA i 88 milions en els mercats estrangers.